# ويليام د. لويس
ويليام د. لويس (بالإنجليزية: William D. Lewis)‏ هو مصرفي أمريكي، (و. 1792  م).